# Christian Blanc (pasteur)
Pour les articles homonymes, voir Christian Blanc (homonymie) et Blanc (homonymie).
Christian Blanc, né en 1952 à Royan, est un pasteur chrétien  évangélique pentecôtiste, ancien président des Assemblées de Dieu de France et président du Conseil national des évangéliques de France de 2019 à 2022.

## Biographie
Christian Blanc est né dans une famille protestante réformée avant que celle-ci ne rejoigne une Assemblée de Dieu.

### Ministère
En 1982, il est reconnu pasteur après avoir été formé à Tarbes.
Il exerce dans différents postes pastoraux dans les Deux-Sèvres, la Drôme et l'Ariège avant de devenir président des Assemblées de Dieu de France en 2012 et vice-président du Conseil national des évangéliques de France en 2013.
En 2019, il succède à Étienne Lhermenault et devient le deuxième président du Conseil national des évangéliques de France. 
Le pasteur baptiste Erwan Cloarec lui succède en juin 2022.